# 无叶沙拐枣
无叶沙拐枣（学名：Calligonum aphyllum）是蓼科沙拐枣属的植物。分布在哈萨克斯坦、高加索、俄罗斯以及中国大陆的新疆等地，生长于海拔560米的地区，见于半固定沙丘以及流动沙丘，目前尚未由人工引种栽培。